# Adesha albolineata
Adesha albolineata är en stekelart som beskrevs av Cameron 1912. Adesha albolineata ingår i släktet Adesha och familjen bracksteklar. Inga underarter finns listade i Catalogue of Life.